# Charles Francis Brush
Charles Francis Brush (Euclid, 17 de março de 1849 — 15 de junho de 1929) foi um inventor, empreendedor e filantropo norte-americano.

## Reconhecimentos

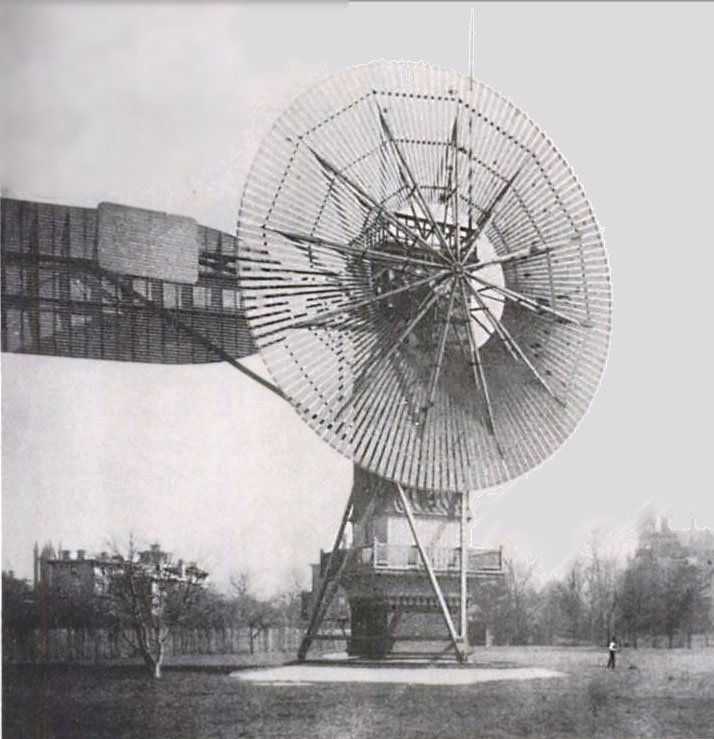
Turbina de vento, invenção de Charles Francis Brush.

A Charles F. Brush High School na cidade de Lyndhurst, Ohio, homenageia o inventor.
Recebeu o Prêmio Rumford da Academia de Artes e Ciências dos Estados Unidos en 1899. É também ganhador da Medalha Edison IEEE em 1913.
Está sepultado no Lake View Cemetery.

## Patentes
- Gerador (máquina elétrica magnética) 1877 Patente E.U.A. 189 997
- Luz de arco (controle automático do centelhador) 1878 Patente E.U.A. 203 411
- Lâmpada a arco voltaico (sistema de regulação de lâmpada de carbono duplo) 1879 Patente E.U.A. 219 208
- Lâmpada a arco voltaico (desligamento automático para luzes ou motores elétricos) 1880 Patente E.U.A. 234 456
- Lâmpada a arco voltaico (regulador aprimorado para o arco de carbono) 1885 Patente E.U.A. 312 184
- Patentes concedidas a Charles F. Brush relativas a máquinas e aparelhos elétricos, 1878-1894 disponíveis via Internet Archive